# Mona (band)
Mona er et rock-band fra Nashville, USA.